# NGC 4237
NGC 4237 (również PGC 39393 lub UGC 7315) – galaktyka spiralna z poprzeczką (SBbc), znajdująca się w gwiazdozbiorze Warkocza Bereniki. Odkrył ją William Herschel 30 grudnia 1783 roku. Jest to galaktyka z aktywnym jądrem. Należy do gromady w Pannie.